# Szabadság híd
A Szabadság híd (korábban Ferenc József híd, Fővám téri híd, Vámház téri híd) Budapest egyik, 1896-ban, a főváros harmadik közúti átkelőjeként átadott hídja, Budapest központjának legrövidebb hídja. Két végén közterületek találhatóak: Budán a Gellért tér (a Gellért-hegy déli lábánál, a Gellért Gyógyfürdővel és a Hotel Gellérttel), Pesten a Fővám tér (a Központi Vásárcsarnokkal). A híd eredetileg a millenniumi világkiállítás részeként épült, a 19. század végén, szecessziós stílusban, mitológiai szobrokkal és az ország címerével lett díszítve.
„S most áll már a híd, nagy évünk jele, / Kímélve bánjon a vész is vele!”
A híd „Martin-féle folytvasból” hengerelt és kovácsolt elemekből épült. A mederpillérek falazata, a hídfők elő- és oldalhomlokzatai faragott gránitkövekkel vannak burkolva, ugyancsak ebből készültek a mellvédfalak, szerkezeti talpkövek, jégtörő pillérfejek is.
A Szabadság hidat építették újjá legelőször (1946 nyara), miután a második világháború végén (1945 januárjában) súlyos károkat szenvedett.
Építése 1894 és 1896 között zajlott, Feketeházy János tervei alapján. Bár szerkezete gyökeresen eltérő, utánozta a Lánchíd általános körvonalait, amelyet esztétikailag előnyös formának tartottak építése idején. Hossza 333,6 méter, szélessége 20,1 méter. A pillérek tetejét turulokat, a magyarok mitológiai madarait ábrázoló bronzszobrok díszítik. A kivitelezők korabeli beszámolója szerint: „A kapuzati oszlopoknak a felső öv feletti részei pyramisszerűleg vannak kiképezve, s külön keresztrácsozattal egymással összekötve. A pyramisok gömb végződésein 46 m magasságban a nullvízszín felett kiterjesztett szárnyú turulmadarak lebegnek, az alantabb levő nagyobb gombok pedig akként vannak kiképezve, hogy azokba reflektorokkal felszerelt villamos ívlámpák elhelyezhetők legyenek. A kapuzatok felső keresztkötései koronás czímerekkel, a kapuzatok víz felőli oldalai pedig czímerpajzsokkal vannak díszítve.”
Ferenc József császár avatta fel, az utolsó ezüstszegecset maga az uralkodó verte be, a hidat pedig eredetileg róla nevezték el. A második világháborúban 1945. január 16-án középső része megsemmisült, majd újjáépítették és 1946. augusztus 20-án avatták fel.
A Gerber-tartós, Gerber csuklós szerkezetű, karcsú építmény tekinthető Feketeházy főművének, amely esztétikai minőségével, tetszetősségével (ez jelentős részben Nagy Virgilnek köszönhető) már annak idején is sikert aratott idehaza és külföldön egyaránt. A híd „háromnyílású, konzoltartós, rácsos vasszerkezetű; építésének idején vadonatúj megoldás volt a Gerber-tartó, azaz a kéttámaszú befüggesztett tartóelemek bravúros alkalmazása.”
Feketeházy általános terve maradéktalanul érvényesült. Merészen eltért a Gerber-szerkezetek akkor szokásos arányaitól. Feltűnően karcsú hídja stabilitását a parti nyílásokba épített jelentős tömegű ellensúly biztosítja. „Avégből, hogy a hídszerkezet a középső nagy nyílás nagyobb terhe alatt fel ne billenhessen, annak mindkét vége 6090–6090 métermázsa öntöttvas ellensúllyal van megterhelve, abból a célból pedig, hogy a vasszerkezet a hő behatása alatt szabadon tágulhasson, illetve összehúzódhassék, a főtartók konsolrészeinél a hídfők felett mozgó hengersaruk vannak alkalmazva, a közbenső 46.9 m hosszú külön tartószerkezet pedig ingó oszlopokkal támaszkodik a konsolvégekre.”
Az öntöttvastömeg beépítésére 1896 februárja és májusa között került sor. „Az ellensúlyok elhelyezés előtt forró kátránnyal bemázoltattak, elhelyezés után pedig a köztük és a szerkezet közt levő hézagok aszfalt- és kátránykeverékkel kitöltettek, hogy a légköri nedvesség ellen megvédve legyenek. Az ellensúlyok szabályos téglányalakú, s 2 és 26 métermázsa között változó súlyú darabokban állíttattak elő.”
A hídon villamosok és autóbuszok is közlekednek. A 2010-es években voltak olyan kezdeményezések, hogy gyalogoshíd váljon belőle a város negyedik metróvonalának elkészülte után.

## Fekvése
A XI. kerületi Szent Gellért tér és az V. és IX. kerületi Fővám tér között vezet át a Dunán, a Kiskörút folytatásaként. A a Gellért-hegy déli oldalánál, az Erzsébet hídtól délre, a Petőfi hídtól északra található, a Duna 1645,29 folyamkilométerénél.

## Története
A Margit híd 1876. április 30-án történt átadása után a hídvámokból származó bevételek tovább növekedtek. Az 1885. évi XXI. törvénycikk alapján, amikor a befolyó éves bevétel meghaladja a 650 000 osztrák–magyar forintot, a többletet negyedik átkelő építésére kell fordítani (a harmadik az Összekötő vasúti híd volt). Ez 1890-ben következett be, majd 1893-ban a XIV. törvénycikk végül további két híd, a Fővám téri (a mai Szabadság híd) és az Eskü téri (a régi Erzsébet híd) hidak építését rendelte el.
A hídavatás évéből való fejtegetés szerint: a "tárgyalások, tervezések és költségszámítások eredménye alapján arra a meggyőződésre jutott a kormány, miszerint azt a kettős feladatot, hogy egyrészt a gyalogközlekedésnek és könnyű kocsiforgalomnak, másrészt pedig a teherforgalomnak a Dunán át újat nyittassék, egy híd építésével megoldani nem lehet, mert a dolog természetéhez képest az egyik czél érdekében a hidat a legtömörebb városrész irányában, a másik czél érdekében pedig egy főforgalmi út folytatásában kell építeni. Minthogy tehát ezek a feltételek egyik ponton sem találkoznak, a kormány két hídnak lehetőleg egyszerre való építését találta szükségesnek, mégpedig az egyiket az Eskü térnél, a másikat pedig a Fővám tér és a Sárosfürdő között."

### Építése (1894–1896)

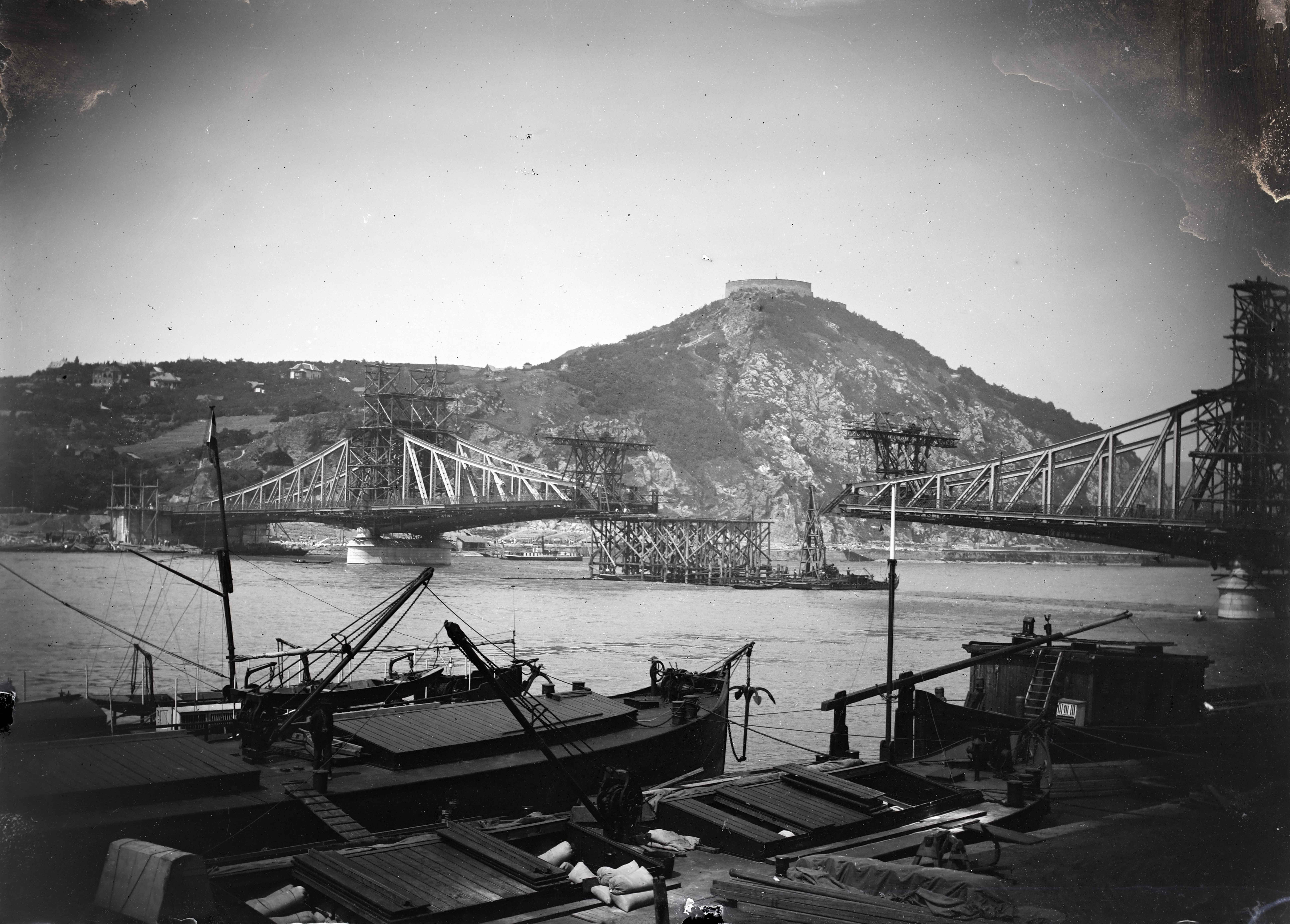
Az épülő híd 1896-ban, a pesti oldalról nézve, háttérben a Gellért-heggyel és a Citadellával (Fortepan 204236)

A törvény végrehajtásával megbízott Kereskedelmi minisztérium a hidak terveinek elkészítésére nemzetközi tervpályázatot írt ki. A pályázatra összesen 89 pályamű érkezett be, melyek közül 53 az Eskü téri, 21 pedig a Fővám téri hídra vonatkozott. A mai Szabadság híd tervei közül 16 háromnyílású, 5 pedig egynyílású híddal számolt. A bírálóbizottság a pályázathoz hasonlóan nemzetközi volt, Kherndl Antal műegyetemi tanár vezetésével.
A két híd terveit együttesen bírálták el, közülük a II. illetve a III. díjat elnyert terv a Fővám téri hídra készült. A díjazottakon túl a Szabadság hídra készült tervek közül még egyet megvettek. A II. díjast Feketeházy János készítette, a III. díjas Totth Róbert, a további két megvásárolt terv pedig Chatry S. és fia építési vállalkozók, illetve Schickedanz Albert építész munkája volt.
A híd végül néhány kisebb változtatással Feketeházy tervei alapján épült meg. A kivitelezési részletterveket Gállik István és Beke József, a kapuzatok építészeti megoldását Nagy Virgil dolgozta ki. A hidat Ferenc József jelenlétében – aki az utolsó szegecset maga verte be – 1896. október 4-én adták át. Az uralkodó tiszteletére a Ferenc József-híd nevet kapta.
"A hídnak maga a király lesz a keresztapja, máris aranybetűkkel pompázik rajta a büszke »Ferencz-József-híd« felírás. A vasszerkezetbe a megnyitási ünnepen maga a felséges keresztapa fogja az utolsó szögecset egy villamos készülék segélyével beverni; persze ez a szögecs nem amolyan közönséges szög lesz, hanem színezüstből készül e kiváló alkalomra."
Az ünnepélyes aktus alkalmával a balparti (pesti) mederpillér feletti kapuzat egyik toronygombjának aljában egy okmány lett elhelyezve a császár aláírásával: "A magyar állam ezeréves fennállásának magasztos emlékét ünnepeljük szeretett magyar nemzetünkkel együtt, a midőn Budapest székesfővárosunknak a Duna folyam által szétválasztott két felét a Szent Gellérthegy déli aljánál összekapcsoló, s Nevünket viselendő e szép és hatalmas művet (...), a vasszerkezet utolsó szögecsének Általunk most történt elhelyezésével teljes befejezést nyert, rendeltetésének átadjuk. / Az ezeréves múlt történetéből merített bizalommal a jövő iránt, vallásos áhítattal fordulunk az Isteni Gondviseléshez, vegye továbbra is oltalmába Házunkat és hű magyar nemzetünket s óvja minden viszontagságtól e művet, hogy a hozzá fűződő remények megvalósulván, örvendetesen fejlődő székesfővárosunk további haladásának és felvirágzásának biztos eszközévé váljon."
A hidat ellátták villamosvágánnyal, elektromos és gázvilágítással. Eredetileg 12 ívlámpát, 8 izzólámpát, és 48 gázlámpát helyeztek el rajta.
Építése kapcsán az addig csak a Váci utcáig (akkori nevén: Lipót utca) terjedő Vámház körutat (akkor Mészáros utca) a Duna vonaláig meg kellett hosszabbítani. Ehhez a mai Fővám tér északi oldalán levő háztömböt lebontották.

### Műszaki adatok

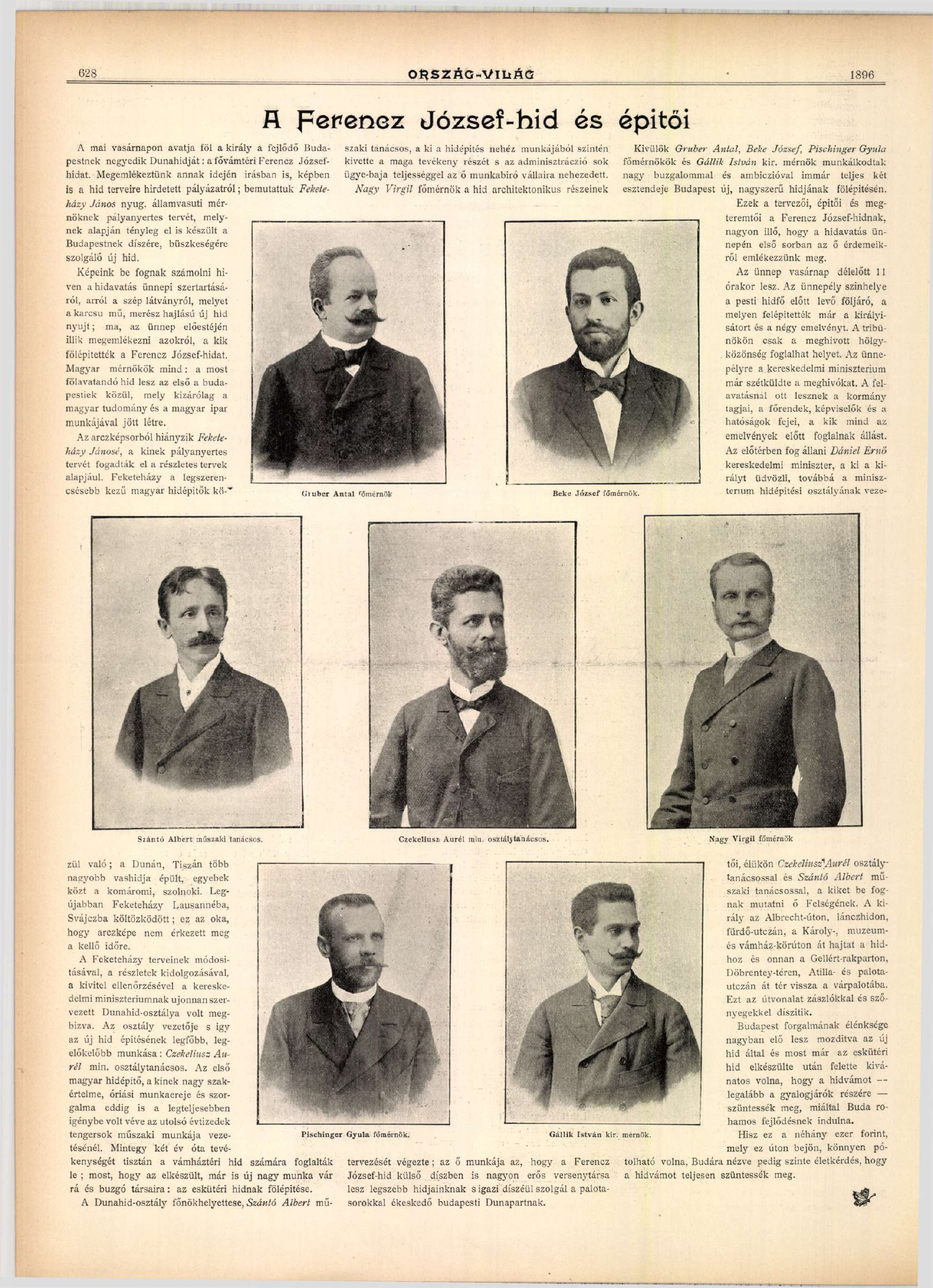
Korabeli híradás az alkotókról: A Ferencz József-híd és építői; Ország-Világ, 1896. okt. 4., 628. old.

A felhasznált (fém)anyagok mind magyarországi területekről származtak, kivéve az osztrák gránitot.
A felhasznál fémanyagok súlya (háromnegyedrészt "folyasztott vas", a többi acél, kis mennyiségben ólom) 61.020 métermázsa, azaz több mint 6 ezer tonna. A többi felhasznált anyag (aszfalt, beton, deszka, csövek és csatornák) súlya 25.780 métermázsa. "A hídfelszerkezet összes súlya tehát 86.800 métermázsa; ehhez hozzáadva a legnagyobb még megengedett esetleges terhelést, vagyis 27.400 métermázsát, a hídfők és mederpillérek legnagyobb megterhelése kereken 114.000 métermázsát tehet ki." – az 1896-os szabvány szerint (11 és fél ezer tonna).
A falazatok köbtartalma: jobbparti hídfő 1310; balparti hídfő 1333; jobboldali mederpillér 2846; baloldali mederpillér 3673; vámszedőházak 2418; partfalak 6050; támfalak, csatornák stb. 870. Összesen tehát 18.500 köbméter.
Építése 1894-ben kezdődött, az alapokat légtúlnyomásos (keszon) módszerrel rakták le. A pillérek és a hídfők 1895 decemberére készültek el. A híd vasszerkezetét a Magyar Királyi Államvasutak Gépgyára szállította. A szerkezet gyártását 1895 februárjában, a szerelést ugyanezen év júliusában kezdték el, és 1896 augusztusában fejezték be.
A műszaki tanácsosként közreműködött Szántó Albert mérnök 1896-ban a következőképpen emlékezett: „A Fővámház téri híd építését pedig főképp az a körülmény tette kívánatossá, mert az Eskü téri híd, bármilyen megfelelő legyen is az elhelyezése, a teherforgalom közvetítését egyáltalán nem ölelheti fel, mert a híd itt természetesen csak a Belvároson keresztül lesz megközelíthető. A Belváros utczái pedig annyira keskenyek és annyira nélkülözik a czélszerű összefüggést, hogy a teherforgalmat azokba nem bevezetni, hanem onnan inkább elterelni szükséges.”

### Esztétikai külleme
Nagy Virgil főmérnöknek köszönheti a híd külső, architektonikus feldíszítését. Tőle valók a kőpillérek vonalai, a pilléreken álló tornyos vasportálok részletei stb. Ezek a részletek teljesen önállók és eltérők a Feketeházy-féle terv architektúrájától s különösen figyelemre méltók abból a szempontból, mert első öntudatos (s bátran mondhatjuk, jól sikerült) kísérlet gyanánt tekinthetők a vashidaknak a szerkezeti elemekkel összhangzó, s minden idegen (nem kovácsolt vas) anyagot kizáró díszítése körül.

### Újjáépítése (1945–1946)
1945. január 16-án a visszavonuló német hadsereg – a többi budapesti Duna-híddal együtt – felrobbantotta. A robbanótölteteket a középső hídnyílásban helyezték el. A robbanás a befüggesztett részen túl a pillérekhez kapcsolódó konzolos szerkezetben is kárt okozott. A parti nyílásokat áthidaló szerkezetek sérülten, de a helyükön maradtak.
Egy hónappal később szovjet katonai alakulatok hozzáláttak a megmaradt hídrész pontonhíddal történő kiegészítéséhez, valamint a sérült részek bontásához. A budai oldalon a szerkezet oly mértékben károsodott, hogy a parti nyílást áthidaló része az alsó rakpartra csúszott az erőeloszlás megváltozása miatt. A híd további rongálódása ellenére, végül a pillérek felhasználásával ideiglenes pontonhíd készült, Budapest ostroma után elsőként összekapcsolva a főváros budai a pesti oldalát. Ez 1945. március 15-től 1946. január 10-ig szolgálta az átkelést, amikor is a pontonhidat tartó öt dereglyét, és a rájuk támaszkodó szerkezetet a jégzajlás elsodorta, a maradványai Lágymányoson értek partot. A két part nyolc napig ismét összeköttetés nélkül maradt. A Kossuth hidat január 18-án nyitották meg.
A Szabadság híd helyreállítása 1946 tavaszán kezdődött el, az újjáépítés terveit Sávoly Pál készítette. A budai és pesti parti áthidalásokat megerősítették, a sérült elemeket kicserélték. Valamennyi hosszabb rácsrúdon lemezek ráhegesztésével növelték a kihajlás elleni biztonságot. Az 50 méter hosszban kirobbantott középső hídrészt az 1894-es tervek alapján gyártották le, majd úszódaruk segítségével csatlakoztatták a meglevő szerkezetekhez. A hídrészeket a parton szerelték össze 50 tonnás elemekké, amelyeket egyben emeltek be a helyükre, a középső tartó 120 tonnás egységeit 1946. július 12-én.
A hídon helyreállították a villamosvágányokat, a kiskockakő-borítású úttestet, valamint a járdákat. A középső nyílásban a MÁVAG-ban készült eredeti díszes korlátokat a diósgyőri és az ózdi acélművekben gyártott egyszerűbbekkel pótolták. A pályaszerkezet kiegészítése az Erzsébet és a Petőfi híd különböző minőségű roncsanyagainak felhasználásával készült. 1946. augusztus 20-án nyitották meg a forgalom számára, egyúttal a mai, Szabadság-híd nevet adva neki. A felrobbantott budapesti hidak közül elsőként állították helyre, színe az eredeti zöld helyett szürkére változott, mivel a hiánygazdaságban nem állt rendelkezésre más színű festék.
1965–1969 között átesett egy kisebb felújításon. 1976–1980 között újabb rekonstrukció következett. 1980-ban többek között elbontották a teljes pályaszerkezetet, és a helyére vasbeton pályaelemeket építettek be. Kicserélték a közvilágítás lámpatesteit és az úttest ekkor kapott aszfaltburkolatot. A híd alsó része 1980-ban, a felső 1986-ban kapta vissza a zöld színét. Végül a két kapu boltíveire visszakerültek a címerek és a koronák.

### Felújítása (2007–2009)
A gyalogjárók korábbi hibás kialakítása miatt a szerkezet több helyen jelentősen korrodálódott. Ezért, továbbá a jelentős forgalomnövekedés okán 2007-ben megkezdődött tovább nem halogatható felújítása.
A felújítás végett augusztus 21-én a hidat 15 hónapra lezárták. A munkálatok magukba foglalták az acélszerkezet és a vasbetonpályák megerősítését, a pillérek és a hídfők kijavítását, az útpálya, a villamospálya és a járda átépítését, a műemléki rekonstrukciót, valamint a díszkivilágítás (2009) kiépítését. A felújítás becsült költsége egyes források szerint 4,9 milliárd, más források szerint „körülbelül 5 milliárd” magyar forint volt. 2007 novemberében kiderült, hogy a munkálatok költsége 600 millió forinttal, időtartama pedig 2 hónappal megnövekedett. A hidat végül 2008 decemberében nyitották meg a villamosforgalom számára, 2009. május 30-ától pedig a kerékpárosok, végül 31. óta az autósok is igénybe vehetik. A felújítás a tervezett 4,9 milliárd forint helyett végül 5,6 milliárd forintba került, tehát 700 millióval lett drágább az eredetileg tervezettnél.

## Közlekedés a hídon
A híd megnyitása után bő másfél évvel, 1898. május 31-én indították el a Szabadság hídon keresztülvezető villamosjáratot, melyet a Budapesti Közúti Vaspálya Társaság (BKVT) üzemeltetett. Az új, Dunát keresztező vonal végcélja a budai Széna tér volt, ahol csatlakozott a már korábban megépített zugligeti vonalhoz. Az új vonalat három ütemben adták át, a végső kiépítést 1899. július 2-án érték el. Még ugyanebben az évben, december 28-án átadták a mai Bartók Béla úton a Kelenföldi pályaudvarhoz vezető vonalat is.
A hídon a vágányokat a hídpálya szélére építették, az üzem alsóvezetékes volt. A vonalat 1923-ban alakították át felsővezetékessé, ekkor helyeztek el vezetéktartó oszlopokat a főtartón. Ugyanekkor a kocsipálya burkolatát is teljesen átépítették. 1928. szeptember 24-től az autóbuszközlekedés is elindult a hídon, az 1-esre számozott – a később is 1-es autóbuszként ismert járat elődje – viszonylat az Andrássy út felől a Gellért térig közlekedett.
A vágányokat 1938-ban helyezték az úttest közepére, kialakítva a mai keresztmetszeti elrendezést. A híd villamosforgalma a korábbi években tapasztalhatónál sűrűbb volt, azt a maiakon túl más viszonylatok is, 1966-ban például a következő járatok érintették:
- 42 Kispest, Tóth Árpád u. – Móricz Zsigmond körtér
- 47 Nyugati pályaudvar – Budafok, Forgalmi telep
- 49 Nyugati pályaudvar – Kelenföldi pályaudvar
- 63 Nagyvárad tér – János kórház

A metróhálózat kiépültével, a párhuzamos villamosvonalak felszámolásával 1980-ban kialakult a hidat ma is érintő villamosvonalak közlekedési rendje. 1996-ban a hídon az autóbusz-közlekedés – egyben az 1-es viszonylat is – megszűnt. 
A folyamatosan növekvő forgalom miatt a hídon a villamost a közúttól 2000 tájékán fizikailag elválasztották. A 2010-es évek végén a híd átlagos forgalma mintegy 17 000 autó volt naponta, valamint hétköznapokon megközelítően naponta 548, míg hétvégenként naponta 272 alkalommal halad át rajta villamos.
A 2007–2008 között tartott felújítás idején csak a gyalogos közlekedést engedélyezték, előbb a híd déli oldalán, majd ahogy a felújítási munkálatok előrehaladtak, az északi oldalon.
2007. augusztus 20-án vonták ki a legendás Ganz UV típusú, ötvenéves villamost a menetrend szerinti budapesti közlekedésből. Az utolsó UV-t közlekedtető a 47-es villamos vonala volt. Az esti órákban ünnepélyes keretek között hajtott át a már felállványozott Szabadság hídon a feldíszített UV-szerelvény, és közvetlenül az esemény után lezárták a hidat.

## Jellemzői
- Budapest legrövidebb Duna-hídja.[29]
- A második világháborúban felrobbantott középrészt az épen maradt pillérek között hamar tudták pótolni. A korlátok formája itt egyszerűbb volt, de a 2007–2008-as felújításkor visszaépítették eredeti díszítésűre.
- A híd rácsos szerkezete miatt könnyen – esetenként öngyilkossági szándékkal – felmásznak rá (a városi humor szerint "pesti Eiffel-torony"), ilyenkor a környék közlekedése leáll, amíg a kialakult helyzet meg nem oldódik. (Ezt a főváros a közelmúltban felrögzített védőrácsok segítségével igyekszik megelőzni.) Legutóbb 2024. április 30-án kellett lezárni a hidat egy "mászós incidens" miatt.[30]
- A híd jellegzetes díszei a pillérek kapuzatának tetején ülő turulmadarak.[29]
- A Nagy Virgil[31] tervezte kapuzatokat a történelmi magyar címer díszíti.[29]
- A híd villamospályáján engedélyezett sebesség: 30 km/h.
- A BKK járatait kivéve autóbuszok és tehergépjárművek nem kelhetnek át rajta.

## Vámházak
Az első világháború előtt épített fővárosi hidak mindegyikéhez vámszedőházak tartoztak, mindkét oldalon 2-2 darab. Építésük (speciális alapozással) 1895 őszén kezdődött és közel 1 év után, 1896 szeptemberére teljesen befejeződött.
A Szabadság-híd kétszintes építményeinek alapterülete 36 m2. A korabeli beszámoló szerint: "A földszinti részben van egy előtér, lépcsőház, továbbá két kisebb és egy nagyobb helyiség. A kisebb helyiségek jegykiadásra, illetve jegyszedésre, a nagyobb helyiségek pedig pénzgyűjtésre s különféle szerek és eszközök elhelyezésére szolgálnak. Az emeleten csak egy helyiség van, mely a vámőröknek tartózkodási helyül fog szolgálni. (...) A vámszedőházak a nullvízszín felett 3.0 méterig felérő betonalapot nyertek."
A hídvámot 1918-ban törölték el, a 2. világháborút követően pedig elbontották a budapesti hidak összes vámházát, egyedül a Szabadság-híd pesti oldalán maradt meg mindkettő (megváltozott funkcióval).

## Emléktáblák

### Felújítási emléktábla (2009)
A 21. század elején végbemenő felújítást megörökítő fekete kőtáblát a budai hídfő északi oldalán helyezték el. Felirata a következő (csupa kapitálissal):
A Szabadság híd teljes felújítását / Budapest Főváros Önkormányzat / megbízásából / A Szabadság híd Konzorcium végezte / 2007–2009 között. // A konzorcium tagjai: / Hídépítő Zrt. / Hídtechnika Kft. / Közgép Zrt. / Vegyépszer Zrt. // Budapest, 2009. május 29.

### Légiposta-emléktábla (1996)
A budai hídfő déli oldalán elhelyezett emléktábla az 1920-as években működött légipostajárat-állomásról tudósít. Szövege (végig kapitálissal): 1923 és 1926 között ezen a helyen állt / az AEROEXPRESS Rt. / légiforgalmi társaság hidroplán állomása. / Innen indultak a Bécsbe és a Balatonra / közlekedő járatok. / A vállalat leghíresebb pilótája ENDRESZ GYÖRGY, / későbbi óceánrepülőnk volt. // Állították: / Helytörténeti Kör, Közlekedési Múzeum / Budapest Főváros XI. kerületi Önkormányzata / a Ferenc József híd avatásának 100. évfordulóján / 1996.

### Újjáépítési emléktábla (1946)
A pesti oldal északi vámházának homlokzatán kőtábla tájékoztat a 2. világháború utáni újjáépítésről, az alábbi szöveggel (kapitális betűkkel):
Szabadság-hid // A német fasiszták és hazaáruló magyar cinkosaik / 1945. január 16-án robbantották fel ezt a hidat. / Gerő Ernő közlekedésügyi miniszter vezetése alatt / a demokratikus Magyarország mérnökeinek és munkásainak teremtő ereje / egy esztendei megfeszített munkával újjáépítette. / A Magyar Köztársaság / a szabadságról nevezte el a hidat / és Tildy Zoltán köztársasági elnök / 1946. augusztus 20-án adta át ismét a forgalomnak.

### Átadási emléktáblák (1896)
A pesti oldal déli vámházának homlokzatán kőtábla tudósít az átadásról. Szövege (kapitálissal): Ferencz József-hid // Épült az 1893. évi XIV. törvényczikk alapján, az ország költségén. / A közforgalomnak átadatott / Ő felsége a király által / a magyar állam ezer éves fenállásának évében. / 1896. évi október hó 4-én.

#### Elveszett emléktábla (1896)
Egy másik fajta emléktábla is létezett, amelyről nagy felbontású fotót nem ismerünk, de a hídépítők emlékirata, ill. a korabeli lapok (kisebb eltérésekkel) leközölték szövegét. Eredetileg tehát mindegyik hídvámszedőházon volt emléktábla: 4 db, de csak kétféle. A 2. világháború után a budai oldalon elbontott hídvám-építményeken lévő táblák sorsa ismeretlen. Az átadás előtt egy hónappal íródott újságcikk szerint: "A bejáróknál levő kőházak homlokzatára helyezendő márványtáblákon most dolgoznak. Ilyenek lesznek úgy a pesti, mint a budai oldalon a házakon."
A föntebb közöltön túl tehát a megsemmisült (lappangó?) emléktábla egykoron az 1946-os helyén nyert elhelyezést. Szövege az alábbi:
Ferencz József-hid // Épült I. Ferenc József Magyarország apostoli királyának uralkodása alatt. / Építése megkezdetett 1894. évben / dr. Wekerle Sándor miniszterelnöksége és pénzügyminisztersége, / Lukács Béla kereskedelemügyi minisztersége idejében. / Befejeztetett 1896. évben / losonci báró Bánffy Dezső miniszterelnöksége, / Lukács László pénzügyminisztersége, és / szamos-ujvári némethi Dániel Ernő kereskedelemügyi minisztersége idejében.

### Építési emléktáblák (1896)
A híd északi oldalán a kapuzatokon 2 helyen díszes fémtáblák emlékeznek meg a híd alkotóiról. Szövegük az alábbi (kapitális betűkkel): E hidat / Feketeházy János / mérnök / pályaterve alapján / tervezték, / és a hidépítést vezették: / Czekélius Aurél / miniszteri osztálytanácsos, / Szántó Albert / műszaki tanácsos, / Nagy Virgil / kir. főmérnök, építész / Gruber Antal / kir. főmérnök, / Beke József / kir. főmérnök, és / Gállik István / kir. mérnök.

### Kivitelezési emléktáblák (1896)
A híd déli oldalán a kapuzatokon 2 helyen díszes fémtábla örökíti meg a kivitelezőket. Szövegük (kapitális betűkkel):
E hid / vasszerkezetét / készitette / a M. Kir. Államvasutak / Gépgyára, / Förster Nándor / miniszteri tanácsos / igazgatása alatt, / Seefehlner Gyula / főfelügyelő / művezetése mellett. // A hidpilléreket, / a pályaburkolatot és / a vámszedőházakat / épitették / Gaertner és Zsigmondy / vállalkozó mérnökök.

## Érdekességek
Magyarország EU-csatlakozása alkalmából 2004. május 1–2-án a híd teljes hosszában a járműforgalom által használt útpálya egészét befüvesítették. 2 napon át a látogatók élő gyepen járhattak, piknikezhettek.
A 2009-es felújítást követően nyaranta hétvégénként alkalmi lezárások során a villamos- és gépkocsi-közlekedés kizárásával közösségi rendezvények (kisebb koncertek, artistabemutatók, tömeges jógázás stb.) színesítik a pesti városi forgatagot. Intézményesített formában a Szabihíd Archiválva 2023. április 12-i dátummal a Wayback Machine-ben kezdeményezés fogalmazta meg céljait 2016-ban: "olyan ingyenes kulturális rendezvény, amely lehetőséget ad a Szabadság híd gyalogos használatára, közelebb hozza az embereket a városhoz és folyóhoz, valamint a köztereinkben rejlő lehetőségeket mutatja meg."
A hídszerkezetre hegesztett védőrácsok, illetve a figyelmeztető/tiltó táblák ellenére fordult már elő akaratlan haláleset is. 2021 nyarán egy 19 éves holland fiú hajnalban a magasból a járdára zuhanva életét vesztette.
2018-ban Duna alacsony vízállása miatt a vízszint fölé került Ínség-szikla mellett megfigyelhetővá váltak a Budapest ostroma idején a folyam medrébe zuhant és ott hagyott hídelemek maradványai.

## Korabeli beszámolók az átadásról

### Fővárosi Lapok
"Eljutottunk a millenniumi ünnepségek utolsó kiemelkedő eseményéhez, a Ferencz József-híd felavatásához, mely ha időrendben az utolsók közé került is, de értékét és érdemét mérlegelve bizonyára az év legjelentősebb eredményei közé tartozik.
Mert hogy fejlődöttségünknek, műveltségi intézményeinknek s annak, hogy ott állunk minden tekintetben, ahol Európa első kultúrnemzetei, hogy annak hitét vitték azok, akik most minket meglátogattak, az talán csak a jövőben fogja meghozni a kívánt és megérdemelt eredményeket, de annak a hasznát, hogy a főváros két elválasztott részét egy újabb kapocs köti össze, hogy a lakosság ama részének, mely távol esett a Lánczhídtól és mely talán ezért idegennek is érezte magát Budával szemben, hogy annak megnyílt a közeledés természetes és régóta óhajtott útja – az nem a jövő eredménye, de a jelené. (...)
És az ég is mintha kivételt akart volna csinálni ez alkalommal; míg többi millenniumi ünnepségeinket majdnem valamennyit elmosta a zápor, ezúttal valódi olasz ég és hevítő napsugár ragyogása képezte a keretet ahhoz a pompás képhez, melyet az ez alkalomra feldíszített új híd, a fellobogózott város és az ünneplő közönség alkotott. (...)
A középületek mind fel voltak lobogózva, azon az útvonalon pedig, a melyen ő felsége a hídhoz érkezett, valóságos lobogó tengerben úsztak az utczák. S a kíváncsi és királya iránti szeretetből eltelt közönség már tíz óra tájban elfoglalta a gyalogjárókat, úgy, hogy ezen az útvonalon jegy nélkül már ekkor sem lehetett járni.
Tizenegy óra tájban pedig már nemcsak az utczák teltek meg óriási közönséggel, hanem az átellenes parton a vén Gellérthegyet is megszállták a kíváncsiak.
A hegy komor orma, merész hasonlattal élve, mosolyogni kezdett, amint sötét szikláit ellepte az ezernyi ember és a mint a hegy merész vonalait benépesítette a hullámzó színes tömeg. A szőke Duna habjain pedig ott ringott egy csomó zászlódíszes csolnak – és ott állottak a hid mentén a hajós-egyletet karcsú skiffjei – végtelenül érdekes és kedves hangulatot vegyítve bele a méltóságosan folydogáló víz képébe. (...)
Impozánsan, remekül pompázott a hatalmas vasalkotmány, mely óriási ereje mellett is karcsú és poétikus vonalakban ereszkedik le a Duna tükrére. A mederpillérek tetején büszkén terjesztették ki vasszárnyaikat a hatalmas turulmadarak, szótlan némaságukban is büszkén hirdetve kedves fővárosuk legújabb díszének dicsőségét.
A hídfeljáró közepén pedig ott állott a chamoix színű szövettel bevont pompás királyi sátor, melynek vörös oszloptartóin a híd építési jellegével összhangzatos nemzetiszínű »turbános« oszlopdíszek csillogtak. Körülötte pedig délszaki növények voltak felhalmozva, pazar dús pompájukkal emelve az egész kép szépségét, melynek ragyogó oldalkerete volt a két oldalú olivzöld és fehér drappériákkal borított tribün, telve szebbnél-szebb asszonyokkal, leányokkal.
A sátor baloldali részén állott a csinos diófaíróasztal, szép művű írószerszámmal és egy villamos gombbal, mely arra szolgált, hogy a király azt megnyomva működésbe hozza a villamos szögecselő gépet és ez után elhelyezze az utolsó szöget a hídnak déli vastartójában. (...)
A híd följárónak elzárt helyén már jóval tizenegy óra előtt gyülekezni kezdtek a polgári, katona és papi méltóságok egyenruhában, de a legtöbben fényes díszmagyarban. A díszruhák sokasága, az előkelő társaság a hatalmas árboczokkal szegélyezett hídfeljárón káprázatos képet nyújtott. Emelte a hatást az idegen államok konzulainak megjelenése tarka diplomata ruháikban. (...)
Pár perccel 12 óra előtt nyitott udvari fogaton jött a király Bolfrass altábornagy főhadsegéddel. Kocsija után egy szakasz lovasrendőr vágtatott. Zúgó éljenzés fogadta a királyt úgy az egész útvonalon, mint a Fővám téren. Ő felsége, aki tábornagyi díszben mellén tömérdek érdemrenddel jelent meg, először József főherczeg, majd a miniszterelnök és a kereskedelmi miniszter üdvözlését fogadta. (...)
Ő felsége aláírta a kaligrafikus kivitelű okmányt s azután megnyomta a villamos gombot, mire a gép benyomta a hídba az utolsó szöget. Az ezüst szög fején I. F. J. monogramm látható. Ez az aktus egy kis ijedelmet is okozott, mert a közelben álló gép a villamos csengő megnyomásakor nagy koppanással és sistergő zajjal végezte feladatát. Többen odasiettek s akkor látták, hogy ez a szögecselő gép zaja volt. Az okmányt s a hídnak Czekelius és Szántó tanácsosok által megírt történetét és a most forgalomban levő arany és ezüst pénzeket tokba zárták s egy munkás elhelyezte a hídfő árboczán levő aranygombba."

### Székely Nemzet
"Fiatalos tartással ment a királyi sátorba. Mögötte állott József főherczeg. Szemben a sátorral sorakoztak azok a tervezők és vállalkozók, akiknek a hídépítésben részük volt. Két oldalt foglaltak helyet a kormány tagjai és a többi előkelőségek. Ekkor előlépett Dániel Ernő kereskedelmi miniszter és beszédet mondott őfelségéhez.
A miniszter beszéde után ő felsége átható hangon így válaszolt:
»Örömmel engedtem meg, hogy ezen új híd nevemet viselhesse s midőn azt a közforgalomnak ezennel átadom, őszintén kívánom, hogy e szép mű, mely egyszersmind a magyar műépítészetnek és vasiparnak kiváló teremtő képességét is tanúsítja, utóbbi hathatós tényezője legyen kedvelt magyar székesfővárosom további felvirágzásának.«
A király szavait lelkes éljenzés követte. Azután Vörös László államtitkár felolvasta s átnyújtotta ő felségének azt az okmányt, melyet a balparti mederpillér feletti kapuzat egyik toronygombjának az aljában fognak elhelyezni."

## Galéria

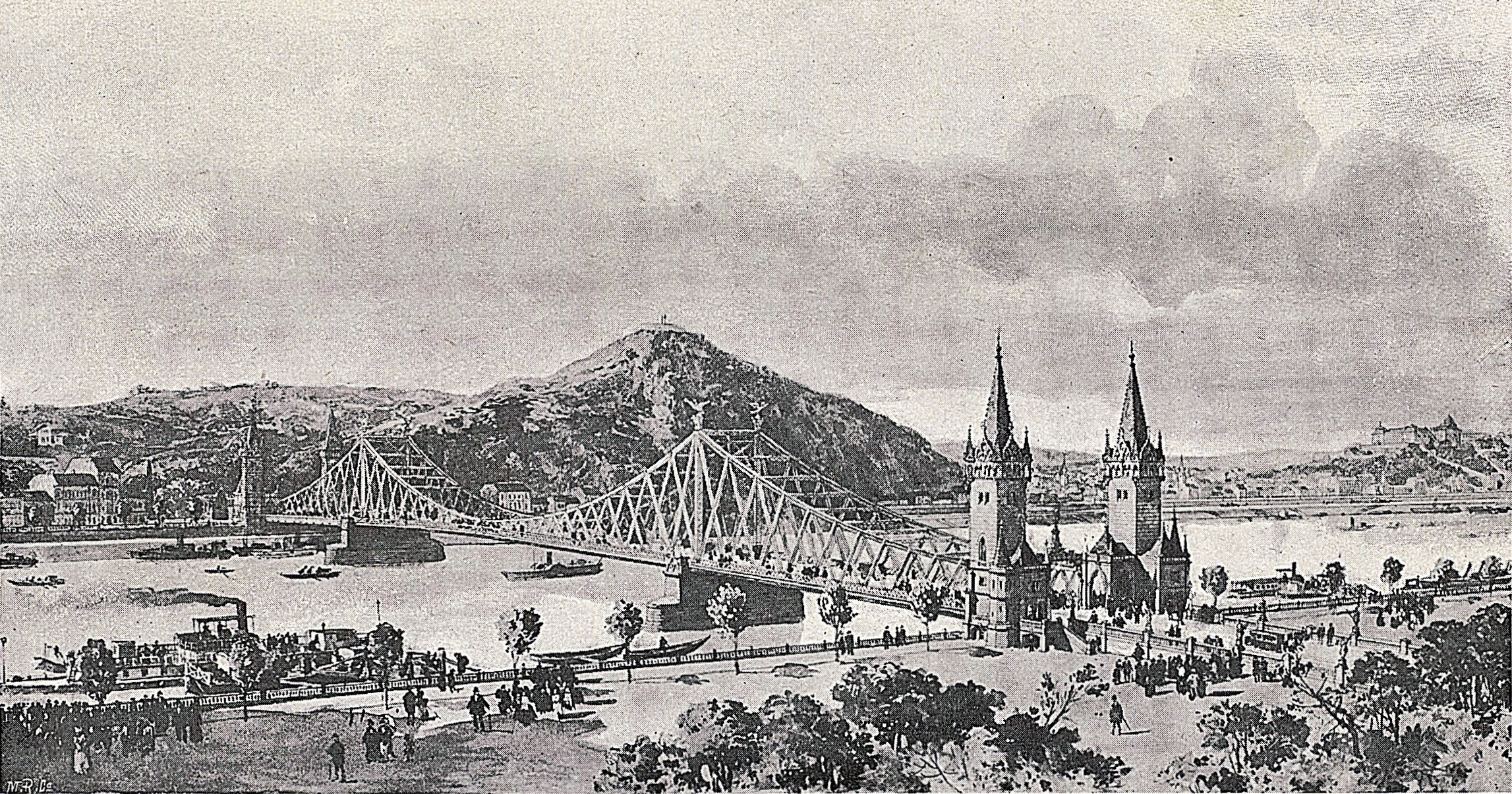
A Totth Róbert által készített III. díjas terv
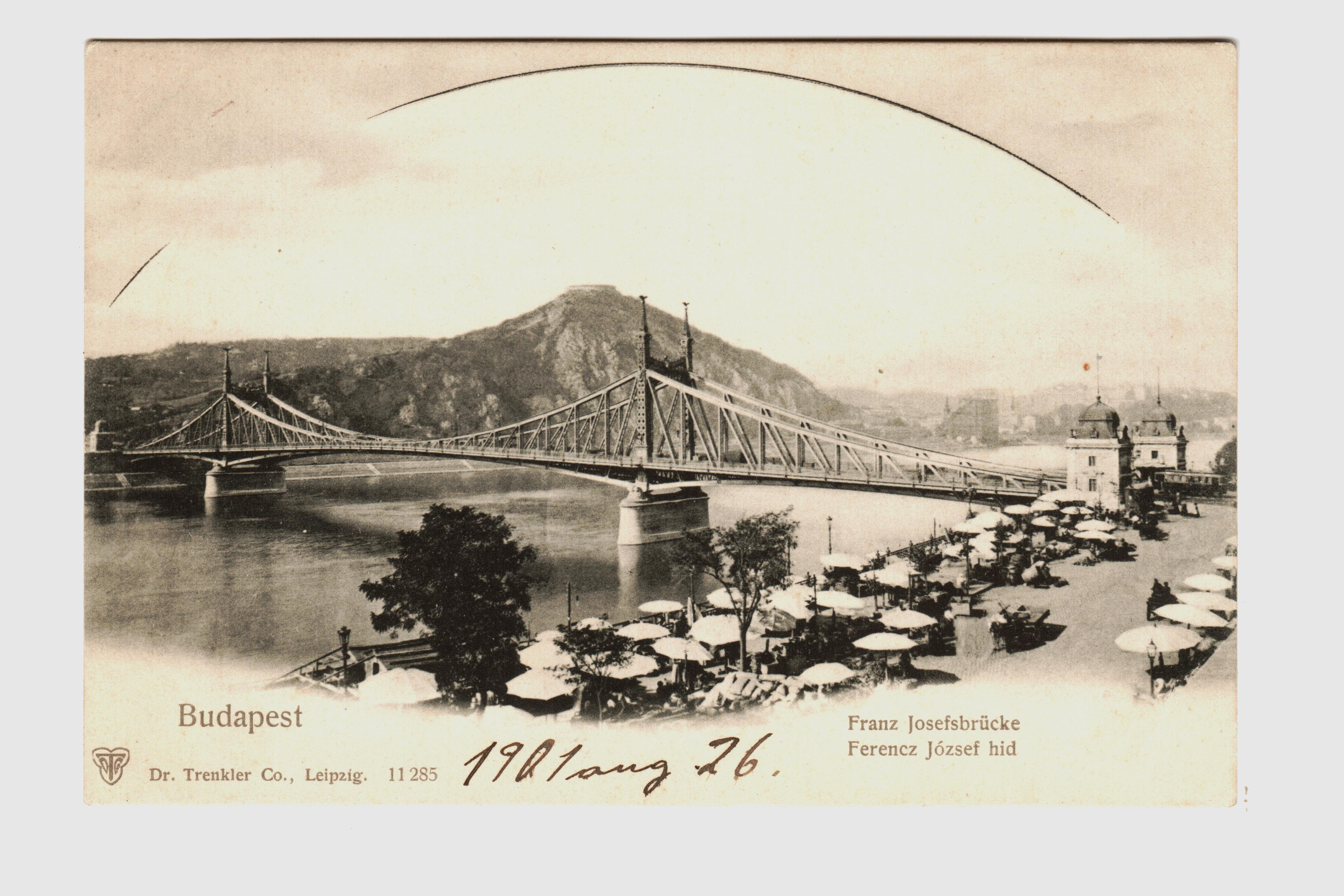
A Szabadság-híd 1901-ben
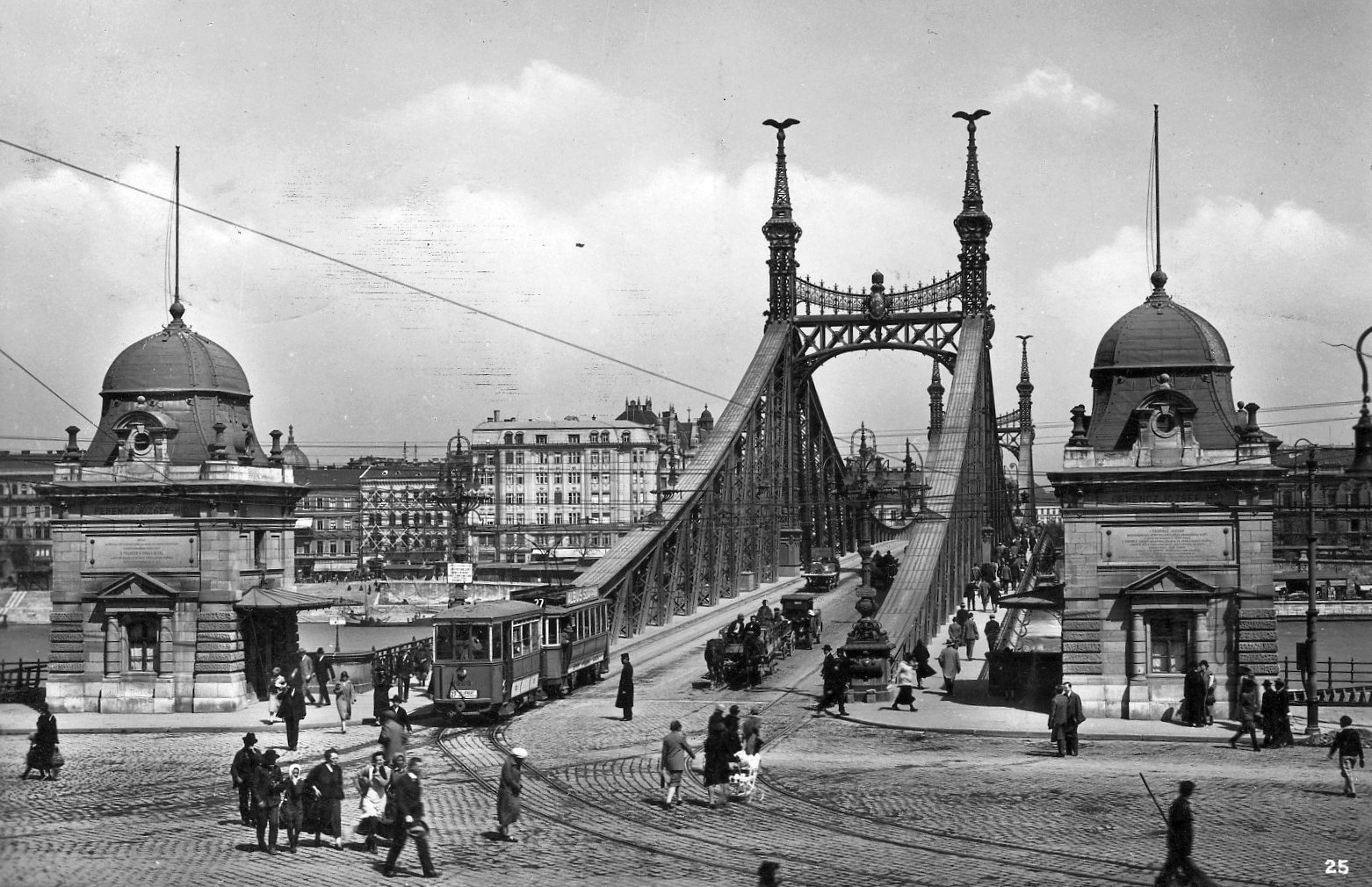
Forgalom a két világháború között
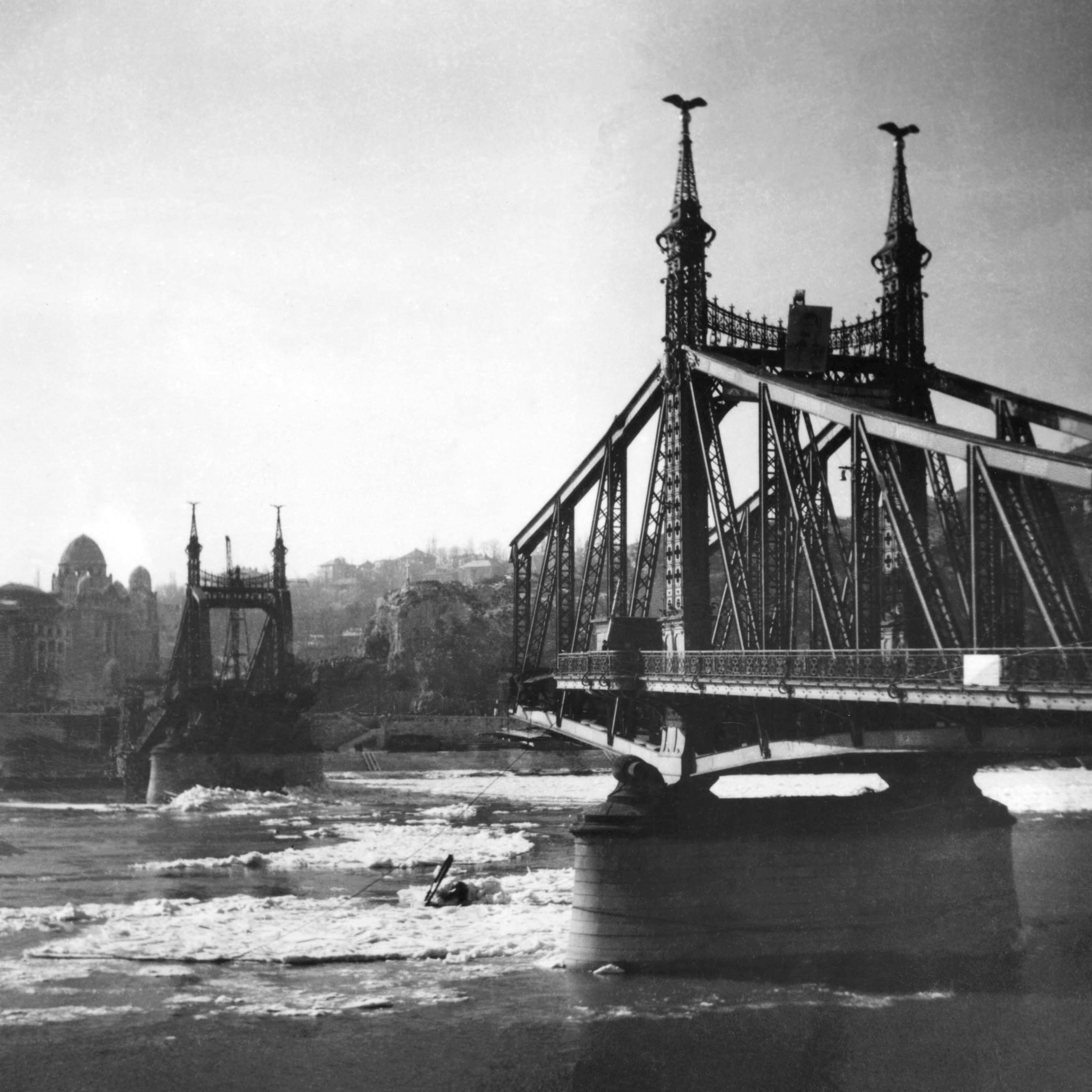
A felrobbantott híd Budapest ostroma után
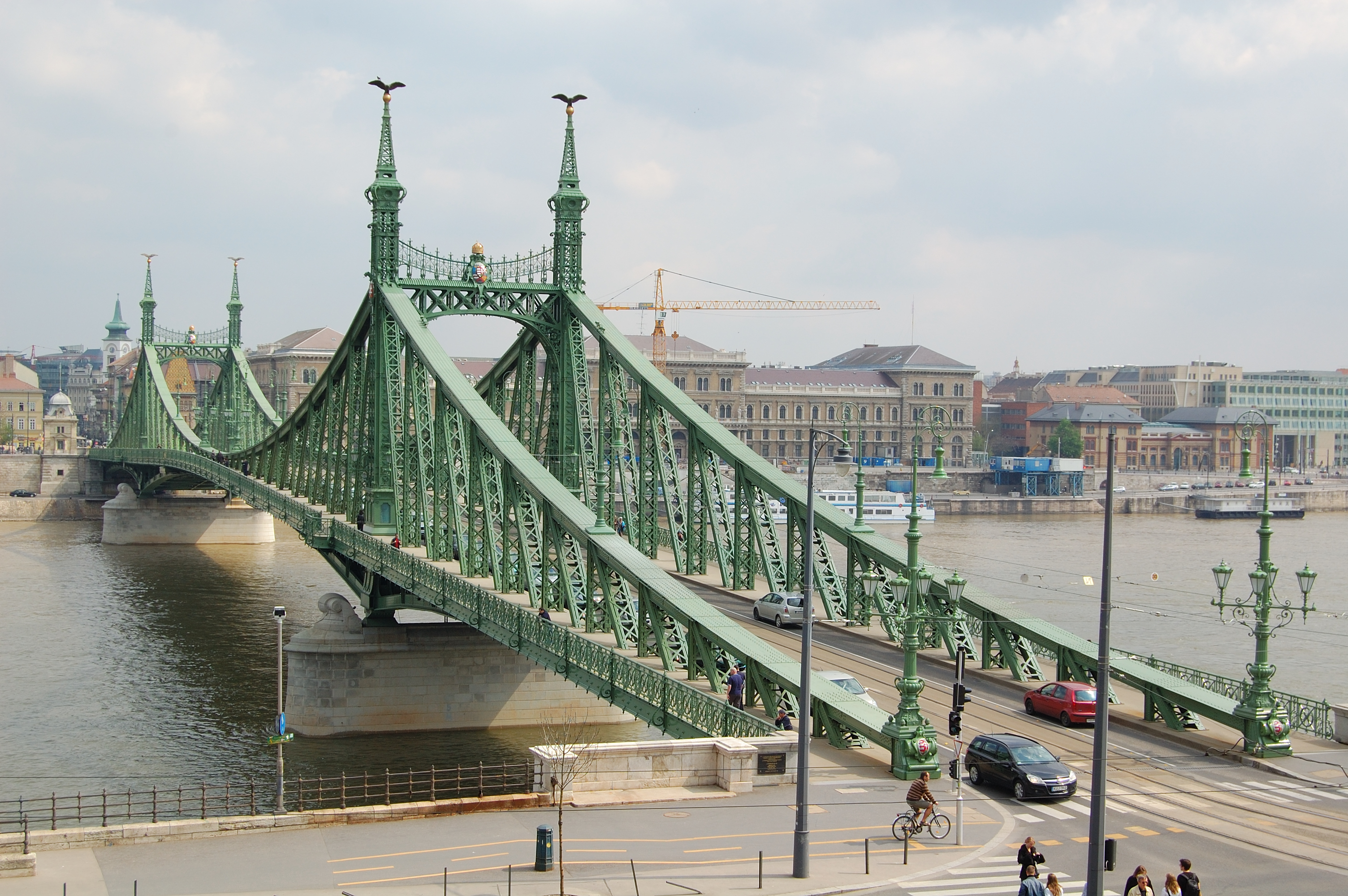
2010-ben
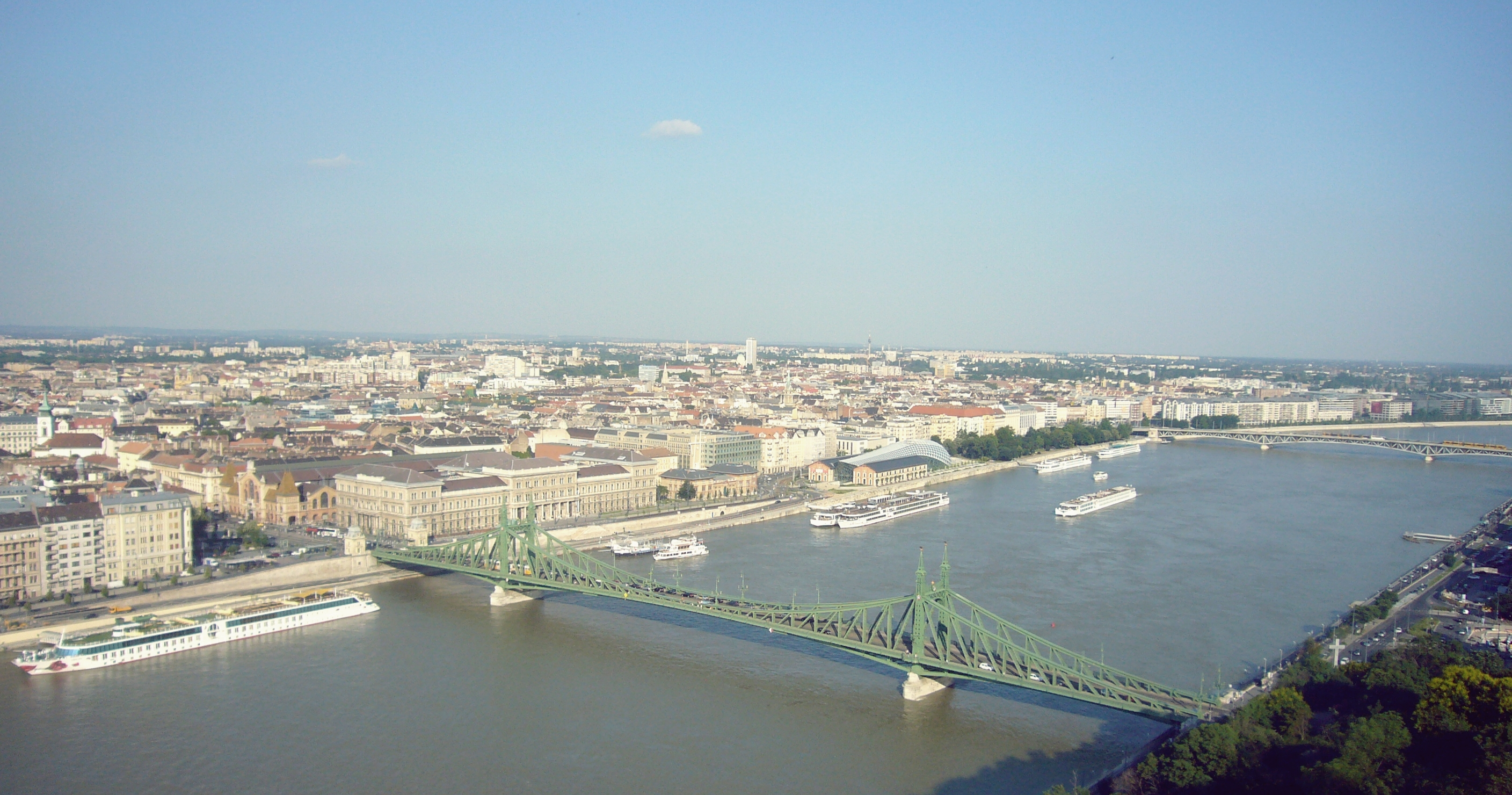
A híd és környezete a Gellért-hegyről
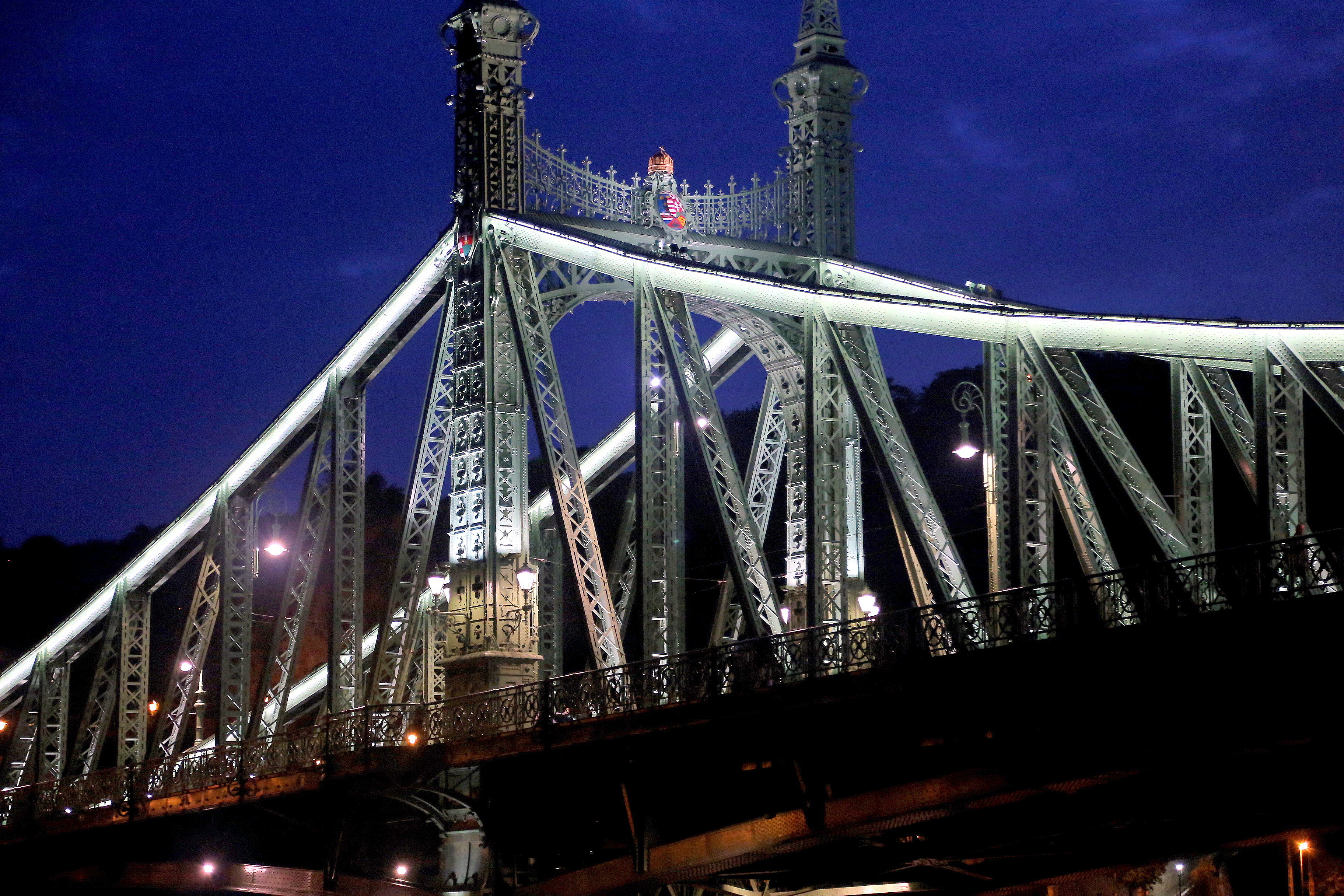
Esti díszkivilágításban
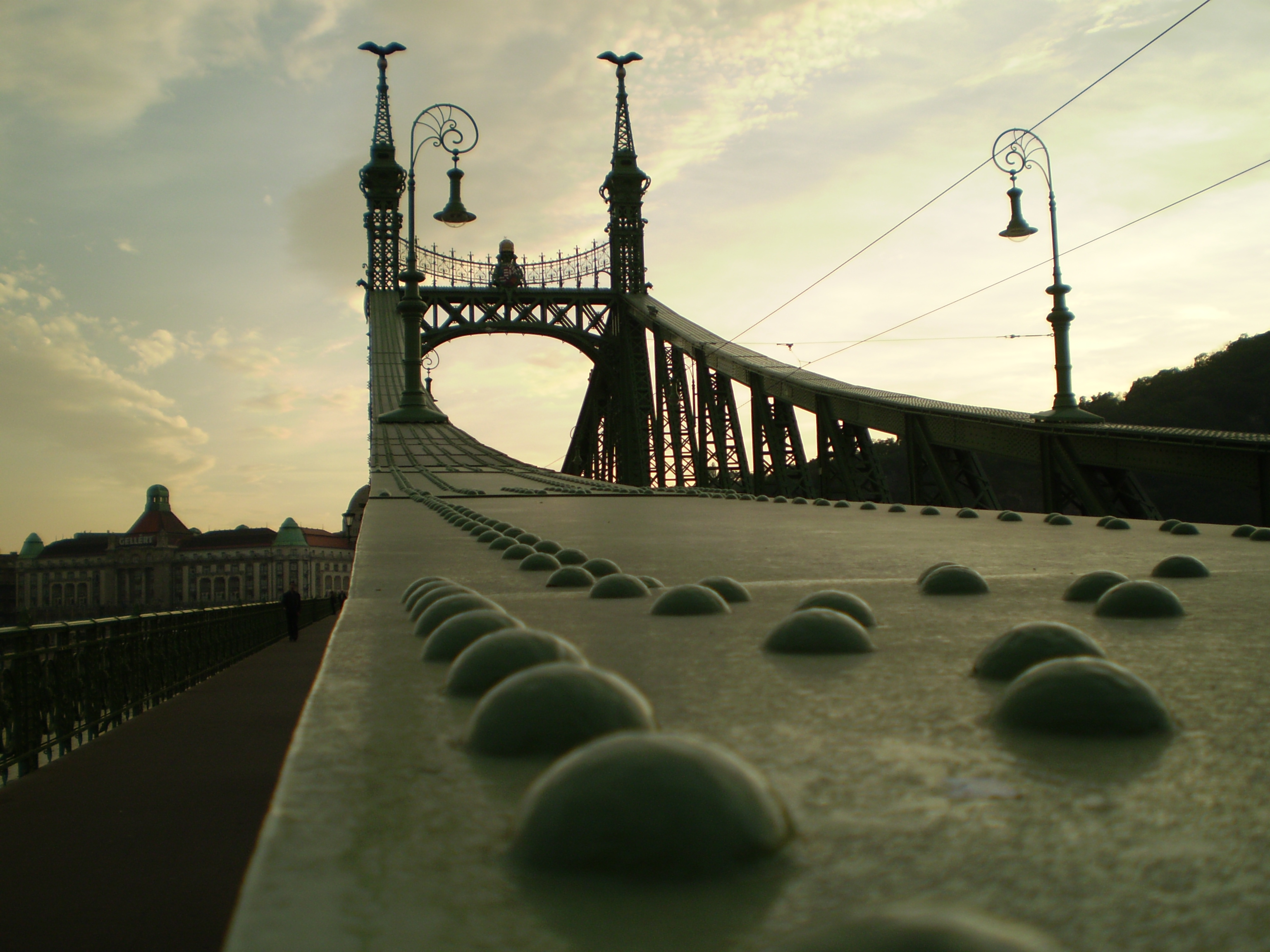
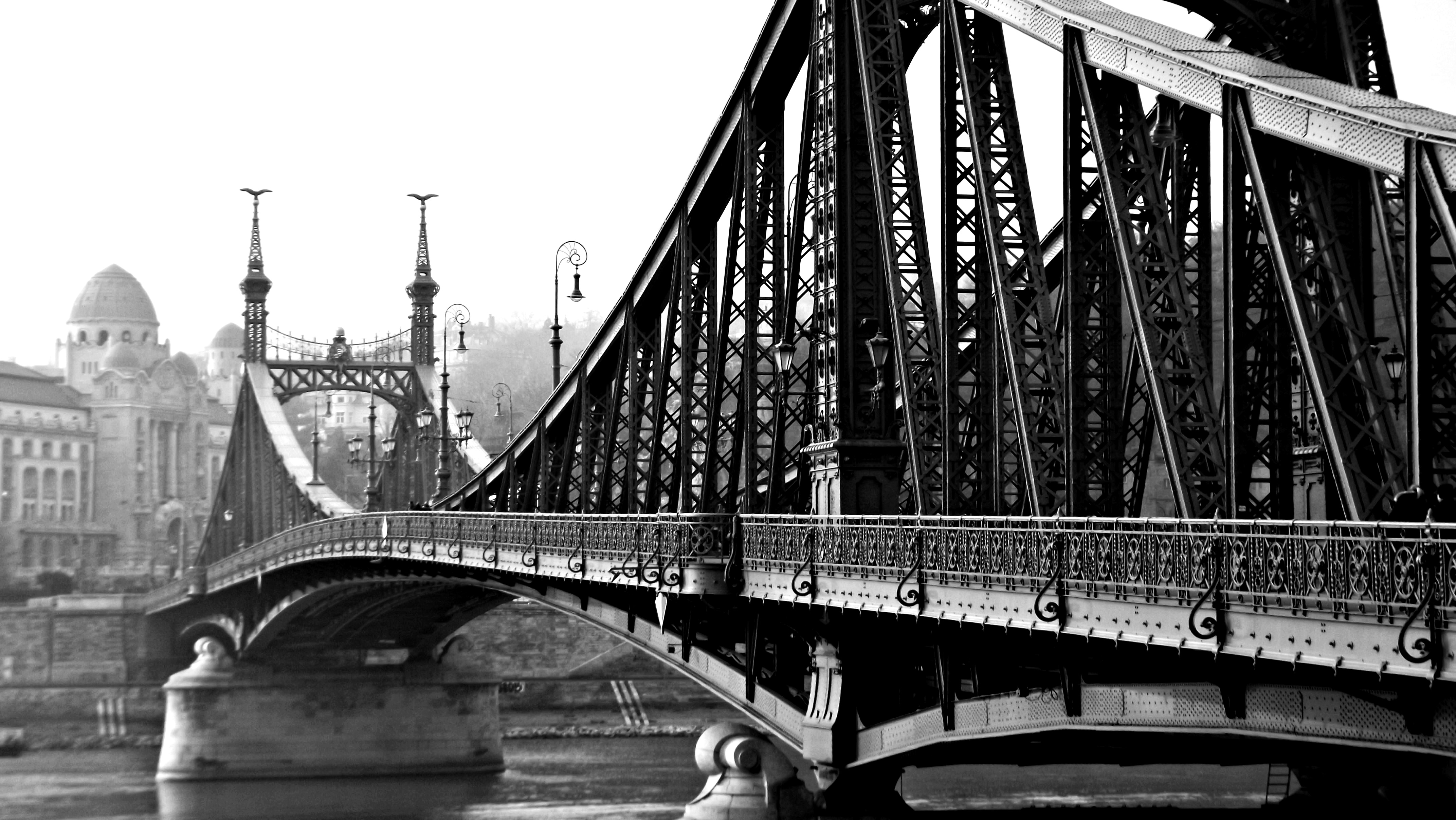
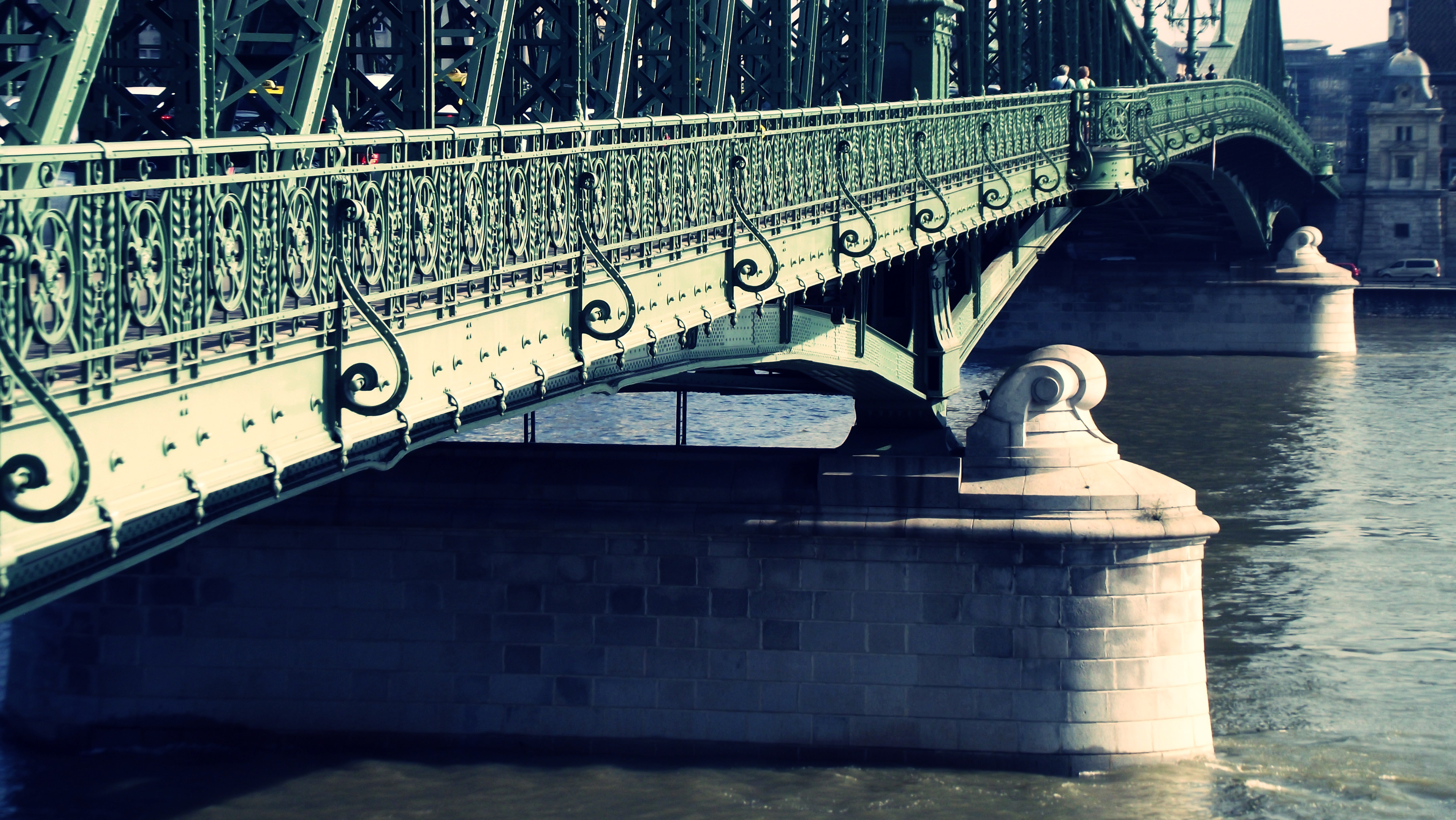
A híd 2014 őszén, a budai oldalról
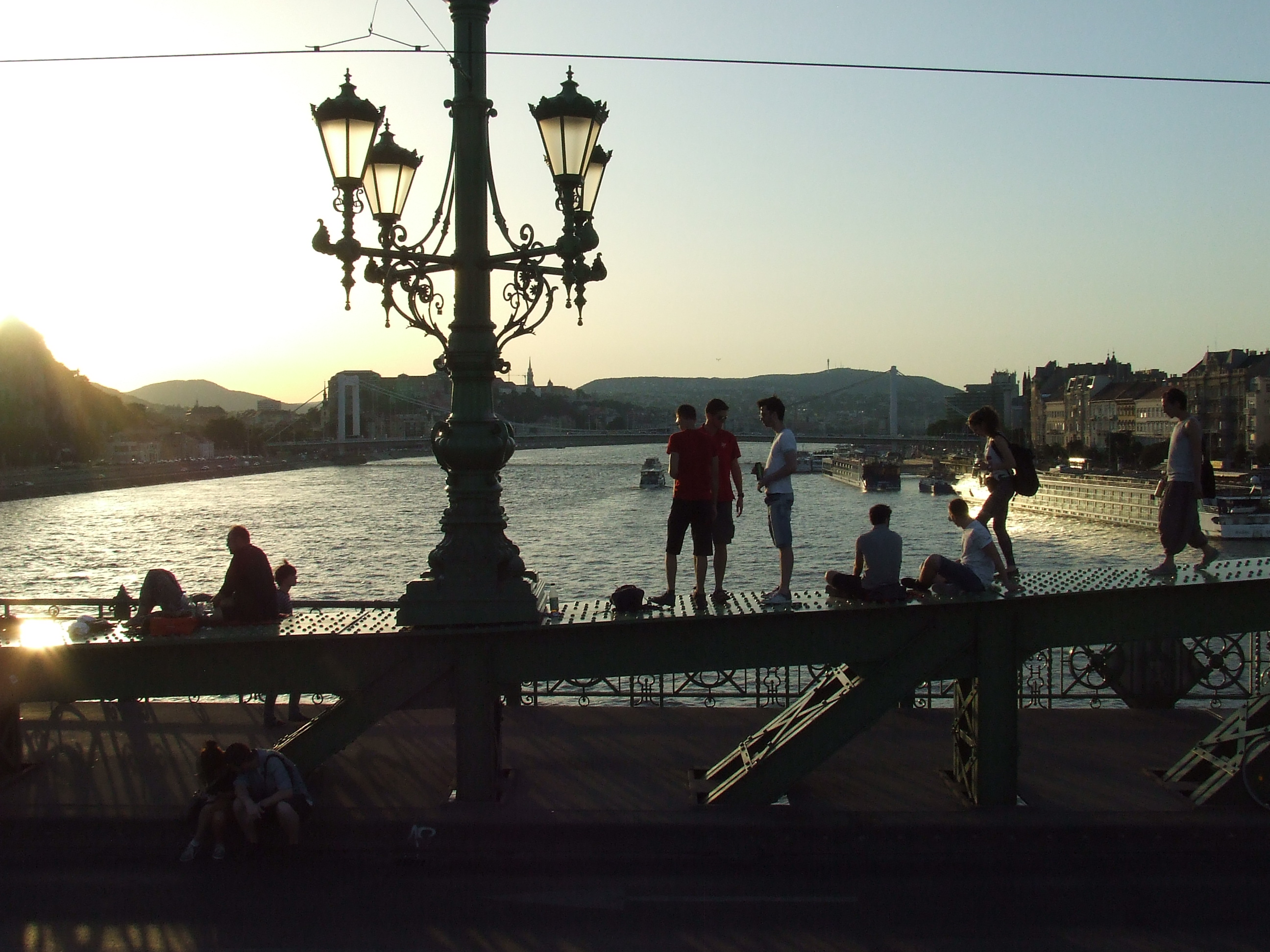
2016 nyarán a Bartók Béla út lezárása miatt a hidat piknikezők vették birtokba
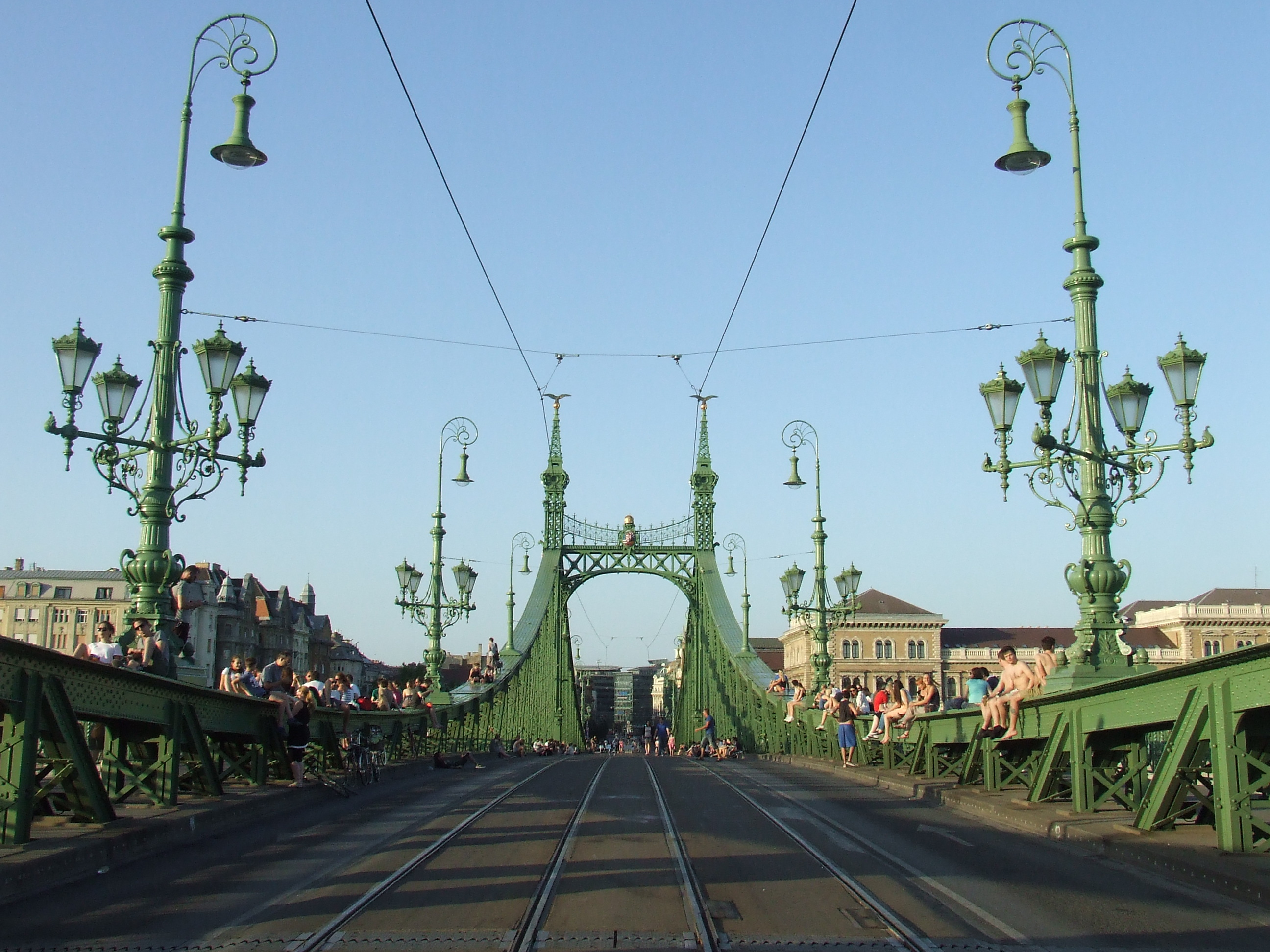
Szabadság híd, csak gyalogos és kerékpárforgalommal
Alkonyatkor a Gellért-hegyi kereszt mellől fotózva